# Nacionalni park i rezervat Kapije Arktika
Nacionalni park i rezervat Kapije Arktika je američki nacionalni park koji štiti delove Bruksovog lanca u severnoj Aljasci. Ovaj park je najseverniji nacionalni park u Sjedinjenim Državama, smešten u potpunosti severno od arktičkog kruga. Park je drugi po veličini u SAD sa 34.287 km², po površini nešto veći od Belgije. Kapije Arktika prvobitno su proglašene nacionalnim monumentom 1. decembra 1978. godine, pre nego što je oblast redizajnirana u nacionalni park i rezervat nakon donošenja Zakona o zaštiti zemljišta od aljaskog nacionalnog interesa 1980. godine. Veliki deo parka ima dodatnu zaštitu kao Kapije arktičke divljine koji se prostire na 2.900.460 ha. Područje divljine susedno je sa pustinjom Noatak. Oni zajedno čine najveću neprekidnu divljinu u Sjedinjenim Državama.

## Aktivnosti
U Nacionalnom parku i rezervatu Kapije Arktika nema puteva. Zahvaljujući svojoj udaljenosti i nedostatku prateće infrastrukture, park je najmanje posećeni nacionalni park u SAD-u i jedno od najmanje posećenih područja u celokupnom američkom sistemu nacionalnih parkova, koji takođe uključuje nacionalne spomenike, rekreaciona područja, rezervate i istorijske lokacije. Godine 2016, park je primio samo 10.047 posetilaca, dok je Nacionalni park Grand Kanjon iste godine primio skoro 6 miliona posetilaca (oko 600 puta više).
Kampovanje je dozvoljeno u celom parku, ali može biti ograničeno pravnim faktorija prilikom prelaska preko zemljišta Zavičajne korporacije unutar parka.
Sedište parka je u Ferbanksu. Operacijama park službi u parku upravlja Bitle Rejndžer stanica, južno od parka.

## Geografija
Nacionalni park i rezervat Kapije Arktika leži zapadno od Dalton autoputa, centriran na Bruks Rejndžu i pokriva severne i južne padine planina. Park obuhvata planine Endikot i deo planine Švatka. Većinski deo Kapije Arktika je proglašen nacionalnim parkom, u kome je dozvoljen lov samo lokalnom seoskom stanovništvu radi opstanka. Sportski lov dozvoljen je samo u nacionalnom rezervatu. Da bi lovila i hvatala zamkama na rezervatu, osoba mora da imati sve potrebne licence i dozvole, i da poštuje sve druge državne propise.
Istočna granica parka generalno prati autoput Dalton na udaljenosti od nekoliko milja, a najzapadniji deo Arktičkog nacionalnog utočišta za divlje životinje udaljen je 16 km istočnije. Nacionalni rezervat za zaštitu divljih životinja Kanuti nalazi se u blizini jugoistočne granice parka. Nacionalni rezervat Noatak pridodaje se zapadnoj granici, a Nacionalni naftni rezervat – Aljaska je na severozapadnom uglu parka. Gotovo čitav park je označen kao divljina, sa izuzetkom područja oko prevoja Anaktuvuk. Odvojeni deo parka okružuje planine Fortres i Kasl na severu parka.
Deset malih zajednica izvan granica parka klasifikovano je kao „zajednice rezidencijalnih zona” i zavise od resursa parka za hranu i sredstva za život. To su Alatna, Alakaket, Ambler, Anaktuvuk Pas, Betles, Evansvil, Hjuz, Kobuk, Nujksut, Šangnak i Vajzman. U parku nema utvrđenih puteva, staza, objekata za posetioce ili kampova. Dalton autoput (Državni autoput Aljaske br 11) dolazi na udaljenosti od 8 km od istočne granice parka, ali je neophodan prelaz reke da bi do parka stiglo sa puta. Arktički međuagencijski centar za posetioce u obližnjem mestu Koldfut otvoren je od kraja maja do početka septembra, pružajući informacije o parkovima, rezervatima i utočištima u lancu Bruks, dolini Iukon i severnoj padini. Oko 259.000 hektara (105.000 ha) parka i rezervata je u vlasništvu domorodačkih korporacija ili države Aljaske. Površina od 7.263.000 acres (2.939.000 ha) je zaštićena kao Divljina Kapije Arktika.
Park sadrži planine poput vrhova Aridžeč i planine Idžikpak. U parku se nalazi i šest divljih i živopisnih reka:
- Reka Alatna 83 mi (134 km)
- Reka Džon 52 mi (84 km)
- Reka Kobuk 110 mi (177 km)
- Severno račvanje reke Kojukuk 102 mi (164 km)
- deo reke Noatak
- Reka Tinavajguk 44 mi (71 km)

## Klima
Prema sistemu Kepenove klasifikacije klime, nacionalni park i rezervat Kapije Arktika ima subarktičku klimu sa hladnim letima i snegom tokom cele godine (Dfc). Zona biljne otpornosti u šumarskoj stanici Anaktuvučki prolaz je 2b sa prosečnom godišnjom ekstremnom minimalnom temperaturom od -42.6 °F (-41.4 °).

## Ekologija
Borealna šuma se proteže do oko 68 stepeni severne latitude, i odlikuje se crnom i belom smrčom pomešanom sa topolom. Severno od te linije, koja se poklapa sa kičmom lanca Bruks, leži hladno suvo zemljište koje je opisano kao „arktička pustinja”. Tokom dugih zima temperature mogu dostići −75 °F (−59 °C), ali mogu na kratko da dosegnu i 90 °F (32 °C) tokom leta. Park leži iznad arktičkog kruga.
Fauna uključuje smeđe medvede, crne medvede, mošusno goveče, losove, dolove ovce, šumske vukove, žderavce, kojote, risove, marmote, bodljikavu prasad, rečne vidre, crvene i arktičke lisice, dabrove, snežne zečeve, bizamske pacove, beloglave orlove, sure orlove, sive sokolove, orlove ribare, američke buljine i jastrebače. Više od pola miliona karibua, uključujući stada centralnih arktičkih, zapadnih arktičkih, tešekpuka i bodljikave prasadi, dva puta godišnje migriraju kroz centralni Bruksov opseg, putujući severno leti, i južno zimi. Karibu je važan izvor hrane za domordačke narode. Ovaj park je najsevernija granica dometa za dolove ovce. Oko 132 smeđih medveda boravi u parku i rezervatu, što je izvedeno na osnovu gustine od oko jednog medveda na 100 sq mi (260 km2).

## Istorija
Nomadski narodi naseljavaju Bruks venac već pre 12.500 godina, uglavnom živeći od karibua i ostalih divljih životinja. Lokalitet Mesa u Ajterijak Kriku dao je dokaze o boravištu između 11.500 i 10.300 godina pre sadašnjosti. Kasnija nalazišta od oko 6000 godina pre sadašnjosti sadržala su vrhove projektila, kamene noževe i mrežne ponirače. Takođe je dokumentovana arktička tradicija malog alata (ASTt) od pre oko 4.500 godina. Kasna faza ASTt između 2500 i 950 pre sadašnjosti, faza Ajterijak, dokumentovana je u parku na lokalitetu Bejtman na jezeru Itkilik.
Najraniji ljudi Ajnupijata pojavili su se oko 1200. godine na obali i proširili se do lanca Bruks, postajući Nunamijut. Narod Nunamijut je napustio veći deo svoje tradicionalne postojbine nakon pada u populaciji karibua tokom ranih 1900-ih, i nastavili su relativno izolovan način života nakon povratka u planine krajem 1930-ih. Godine 1949, poslednja dva polunomadska benda okupila su se u dolini reke Anaktuvuk i tokom naredne decenije osnovali su zajednicu Anaktuvuk prolaza. Narod Gvičina, severne atahabaskanske grupe takođe su živeli na tom području u poslednjih 1000 godina, seleći se južno od parka u istorijskim vremenima.
Unutrašnjost Aljaske istražena je tek krajem 19. veka, malo pre nego što je otkriće zlata u Klondajku dovelo prospektore na Aljasku. U parku su identifikovani neki kampovi istraživača i istraživačkih grupa. Nekoliko malih rudarskih operacija osnovano je početkom 20. veka, mada se nikada nisu znatno proširili.
Ime parka datira iz 1929. godine, kada je aktivista za divljinu Bob Maršal, istražujući Severno račvanje reke Kojukuk, naišao na par planina (Fridžid Krags i Boreal planina), po jednu sa svake strane reke. On je nazvao tu lokaciju „Kapije Arktika”. Maršal je boravio u Vajzmanu tokom ranih 1930-ih, objavljujući izveštaj o mestu u svojoj knjizi Arktičko selo iz 1933. godine. Pisac i istraživač Olas Mjuri predložio je tokom 1940-ih očuvanje aljaških zemalja.

## Literatura
- Marshall, Robert (1956), Alaska Wilderness, ISBN 0-520-24498-2, George Marshall ed.,  (2005 reprint), University of California Press
- Marshall, Robert (1933), Arctic Village. H. Smith and R. Haas, New York.

## Spoljašnje veze
Шаблон:Wikivoyage-lat